# Hiszpania na Mistrzostwach Świata w Lekkoatletyce 2017
Hiszpania na Mistrzostwach Świata w Lekkoatletyce 2017 – reprezentacja Hiszpanii podczas mistrzostw świata w Londynie liczyła 56 zawodników, którzy nie zdobyli żadnego medalu.

## Skład reprezentacji
Mężczyźni
| Zawodnik                                                | Konkurencja                   | Eliminacje | Eliminacje | Półfinał | Półfinał | Finał    | Finał   |
| Zawodnik                                                | Konkurencja                   | Rezultat   | Pozycja    | Rezultat | Pozycja  | Rezultat | Pozycja |
| ------------------------------------------------------- | ----------------------------- | ---------- | ---------- | -------- | -------- | -------- | ------- |
| Lucas Búa                                               | bieg na 400 metrów            | 46,00      | 34.        | NQ       | NQ       | NQ       | NQ      |
| Samuel García                                           | bieg na 400 metrów            | 46,37      | 39.        | NQ       | NQ       | NQ       | NQ      |
| Óscar Husillos                                          | bieg na 400 metrów            | 45,22      | 14. Q      | 45,16    | 14.      | NQ       | NQ      |
| Daniel Andújar                                          | bieg na 800 metrów            | DQ         | DQ         | NQ       | NQ       | NQ       | NQ      |
| Álvaro de Arriba                                        | bieg na 800 metrów            | 1:46,42    | 18. q      | 1:46,64  | 16.      | NQ       | NQ      |
| Kevin López                                             | bieg na 800 metrów            | 1:45,77    | 5. Q       | 1:47,62  | 23.      | NQ       | NQ      |
| Marc Alcalá                                             | bieg na 1500 metrów           | 3:43,28    | 21.        | NQ       | NQ       | NQ       | NQ      |
| David Bustos                                            | bieg na 1500 metrów           | 3:47,52    | 36.        | NQ       | NQ       | NQ       | NQ      |
| Adel Mechaal                                            | bieg na 1500 metrów           | 3:38,99    | 6. Q       | 3:40,60  | 16. Q    | 3:34,71  | 4.      |
| Ilias Fifa                                              | bieg na 5000 metrów           | 13:47,90   | 34.        | —        | —        | NQ       | NQ      |
| Yidiel Contreras                                        | bieg na 110 m przez płotki    | 13,40      | 11. Q      | 13,65    | 17.      | NQ       | NQ      |
| Orlando Ortega                                          | bieg na 110 m przez płotki    | 13,37      | 8. Q       | 13,23    | 4. q     | 13,37    | 7.      |
| Sergio Fernández                                        | bieg na 400 m przez płotki    | 50,38      | 30.        | NQ       | NQ       | NQ       | NQ      |
| Fernando Carro                                          | bieg na 3000 m z przeszkodami | 8:38,42    | 33.        | —        | —        | NQ       | NQ      |
| Sebastián Martos                                        | bieg na 3000 m z przeszkodami | 8:51,57    | 42.        | —        | —        | NQ       | NQ      |
| Jonathan Romeo                                          | bieg na 3000 m z przeszkodami | 8:38,05    | 32.        | —        | —        | NQ       | NQ      |
| Iván Fernández                                          | maraton                       | —          | —          | —        | —        | DNF      | DNF     |
| Javier Guerra                                           | maraton                       | —          | —          | —        | —        | 2:15,22  | 17.     |
| Ayad Lamdassem                                          | maraton                       | —          | —          | —        | —        | DNF      | DNF     |
| Óscar Husillos Lucas Búa Darwin Echeverry Samuel García | Sztafeta 4 × 400 m            | 3:01,72    | 7. Q       | —        | —        | 3:00,65  | 5.      |
| Luis Alberto Amezcua                                    | chód na 20 km                 | —          | —          | —        | —        | 1:19:46  | 9.      |
| Diego García                                            | chód na 20 km                 | —          | —          | —        | —        | 1:20:34  | 13.     |
| Miguel Ángel López                                      | chód na 20 km                 | —          | —          | —        | —        | 1:19:57  | 10.     |
| Álvaro Martín                                           | chód na 20 km                 | —          | —          | —        | —        | 1:19:41  | 8.      |
| Francisco Arcilla                                       | chód na 50 km                 | —          | —          | —        | —        | 3:57:27  | 26.     |
| José Ignacio Díaz                                       | chód na 50 km                 | —          | —          | —        | —        | 3:48:08  | 17.     |
| Iván Pajuelo                                            | chód na 50 km                 | —          | —          | —        | —        | DNF      | DNF     |

| Zawodnik        | Konkurencja    | Kwalifikacje | Kwalifikacje | Finał | Finał   |
| Zawodnik        | Konkurencja    | Wynik        | Pozycja      | Wynik | Pozycja |
| --------------- | -------------- | ------------ | ------------ | ----- | ------- |
| Igor Bychkov    | skok o tyczce  | NM           | –            | NQ    | NQ      |
| Adrián Vallés   | skok o tyczce  | 5,60         | 16.          | NQ    | NQ      |
| Eusebio Cáceres | skok w dal     | NM           | –            | NQ    | NQ      |
| Pablo Torrijos  | trójskok       | 16,80        | 8. q         | 16,60 | 10.     |
| Carlos Tobalina | pchnięcie kulą | 19,87        | 22.          | NQ    | NQ      |

Dziesięciobój
| Zawodnik     | Konkurencja | 100 m | LJ   | SP    | HJ   | 400 m | 110H  | DT    | PV   | JT    | 1500 m  | Wynik | Pozycja |
| ------------ | ----------- | ----- | ---- | ----- | ---- | ----- | ----- | ----- | ---- | ----- | ------- | ----- | ------- |
| Pau Tonnesen | Rezultat    | 11,26 | 7,21 | 13,76 | 2,08 | 50,85 | 14,57 | 43,07 | 5,40 | 55,13 | 4:46,31 | 8006  | 14.     |
| Pau Tonnesen | Punkty      | 804   | 864  | 714   | 878  | 776   | 902   | 727   | 1035 | 665   | 641     | 8006  | 14.     |
| Jorge Ureña  | Rezultat    | 11,00 | 7,30 | 13,91 | 2,08 | 48,72 | 14,15 | 36,33 | 5,00 | 56,06 | 4:26,46 | 8125  | 9.      |
| Jorge Ureña  | Punkty      | 861   | 886  | 723   | 878  | 875   | 955   | 590   | 910  | 679   | 768     | 8125  | 9.      |

Kobiety
| Zawodniczka             | Konkurencja                   | Eliminacje | Eliminacje | Półfinał | Półfinał | Finał    | Finał   |
| Zawodniczka             | Konkurencja                   | Rezultat   | Pozycja    | Rezultat | Pozycja  | Rezultat | Pozycja |
| ----------------------- | ----------------------------- | ---------- | ---------- | -------- | -------- | -------- | ------- |
| Estela García           | bieg na 200 metrów            | 23,78      | 38.        | NQ       | NQ       | NQ       | NQ      |
| Esther Guerrero         | bieg na 800 metrów            | 2:02,22    | 27.        | NQ       | NQ       | NQ       | NQ      |
| Solange Pereira         | bieg na 1500 metrów           | 4:06,63    | 21.        | NQ       | NQ       | NQ       | NQ      |
| Marta Pérez             | bieg na 1500 metrów           | 4:05,82    | 20.        | NQ       | NQ       | NQ       | NQ      |
| Ana Lozano              | bieg na 5000 metrów           | 15:14,23   | 20.        | —        | —        | NQ       | NQ      |
| Marisa Casanueva        | maraton                       | —          | —          | —        | —        | 3:05:05  | 78.     |
| Marta Esteban           | maraton                       | —          | —          | —        | —        | 2:33:37  | 21.     |
| Paula González Berodia  | maraton                       | —          | —          | —        | —        | 2:42:47  | 46.     |
| María José Pérez        | bieg na 3000 m z przeszkodami | 10:01,84   | 35.        | —        | —        | NQ       | NQ      |
| Irene Sánchez-Escribano | bieg na 3000 m z przeszkodami | 9:46,59    | 22.        | —        | —        | NQ       | NQ      |
| Teresa Urbina           | bieg na 3000 m z przeszkodami | 10:21,90   | 40.        | —        | —        | NQ       | NQ      |
| Laura García-Caro       | chód na 20 km                 | —          | —          | —        | —        | 1:29:29  | 9.      |
| María Pérez             | chód na 20 km                 | —          | —          | —        | —        | 1:29:37  | 10.     |
| Ainhoa Pinedo           | chód na 20 km                 | —          | —          | —        | —        | 1:31:28  | 21.     |

| Zawodniczka        | Konkurencja    | Kwalifikacje | Kwalifikacje | Finał    | Finał   |
| Zawodniczka        | Konkurencja    | Wynik        | Pozycja      | Wynik    | Pozycja |
| ------------------ | -------------- | ------------ | ------------ | -------- | ------- |
| Ruth Beitia        | skok wzwyż     | 1,92         | 11. q        | 1,88     | 12.     |
| Fátima Diame       | trójskok       | 13,36        | 25.          | NQ       | NQ      |
| Ana Peleteiro      | trójskok       | 14,07        | 12. q        | 14,23 PB | 7.      |
| Úrsula Ruiz        | pchnięcie kulą | 16,20        | 28.          | NQ       | NQ      |
| María Belén Toimil | pchnięcie kulą | 16,38        | 26.          | NQ       | NQ      |
| Sabina Asenjo      | rzut dyskiem   | 57,00        | 20.          | NQ       | NQ      |
| Berta Castells     | rzut młotem    | 66,11        | 22.          | NQ       | NQ      |